# Takume
Takume vagy Pukamaru egy atoll a Dél-Csendes-óceánon. A terület politikailag Francia Polinéziához tartozik. Takume a Tuamotu-szigetek egyik alcsoportjának, a Raeffsky-szigeteknek a része. A Raeffsky szigetcsoport a Tuamotu szigetcsoport központi részén található. Takume a Reffsky-szigetek északnyugati részén található, Tahititől 760 km-re keletre. A szabálytalan, elnyújtott alakú atoll hosszúsága 24 km, szélessége 5 km, a területe 5 km². 43,5 km²-es lagúnájába az óceánból egyetlen tengerszoroson át lehet bejutni. Korallzátonyait több motu alkotja.
A sziget fő települése Ohomo, amelynek lakossága 51 fő. Az atoll teljes népessége 93 fő (2002). A lakosság a turizmus mellett főleg halászatból, gyöngyház tenyésztésből él.

## Története
Takume és Raroia atollokat a helyi, ősi Paumotu emberek Napaite-nek nevezték ("az ikrek"; -ite=kettő).
Lehetséges, hogy Pedro Fernandes de Queirós portugál hajós is már Takume szigetét fedezte fel 1606. február 5-én.
Azonban a nyugat számára bizonyítottan csak Fabian Gottlieb von Bellingshausen orosz világutazó fedezte fel Takume szigetét 1820. július 15-én.
Bellinghausen az atollnak a Wolkonsky nevet adta. Ezután Otto von Kotzebue német tengerész jutott el a szigetre orosz hajójával 1824. március 3-án. 1840. december 17-én szintén a szigeten járt még Charles Wilkes amerikai felfedező, aki a szigetet a polinéz Takurea néven említi.
A 19. században Makemo francia gyarmattá vált, amelyen ekkor 60 ember élt (1850 környékén).

## Közigazgatás
Makemo az önkormányzati település központja. Hozzá tartozik Takume, Katiu, Raroia, Taenga, Nihiru atollok és a lakatlan Haraiki, Észak-Marutea, Tuanake, Hiti, Dél-Tepoto atollok. A közigazgatási terület lakossága 1422 fő (2007).

## Gazdaság
A kopra termesztés és a gyöngyház tenyésztés mellett a turizmus ma a leghúzóbb gazdasági ágazat az atollon.
1996-ban adták át Takume atoll kis repülőterét (TJN/NTKM).

## További információ
- Atoll lista (franciául) Archiválva 2007. február 28-i dátummal a Wayback Machine-ben